# رحى

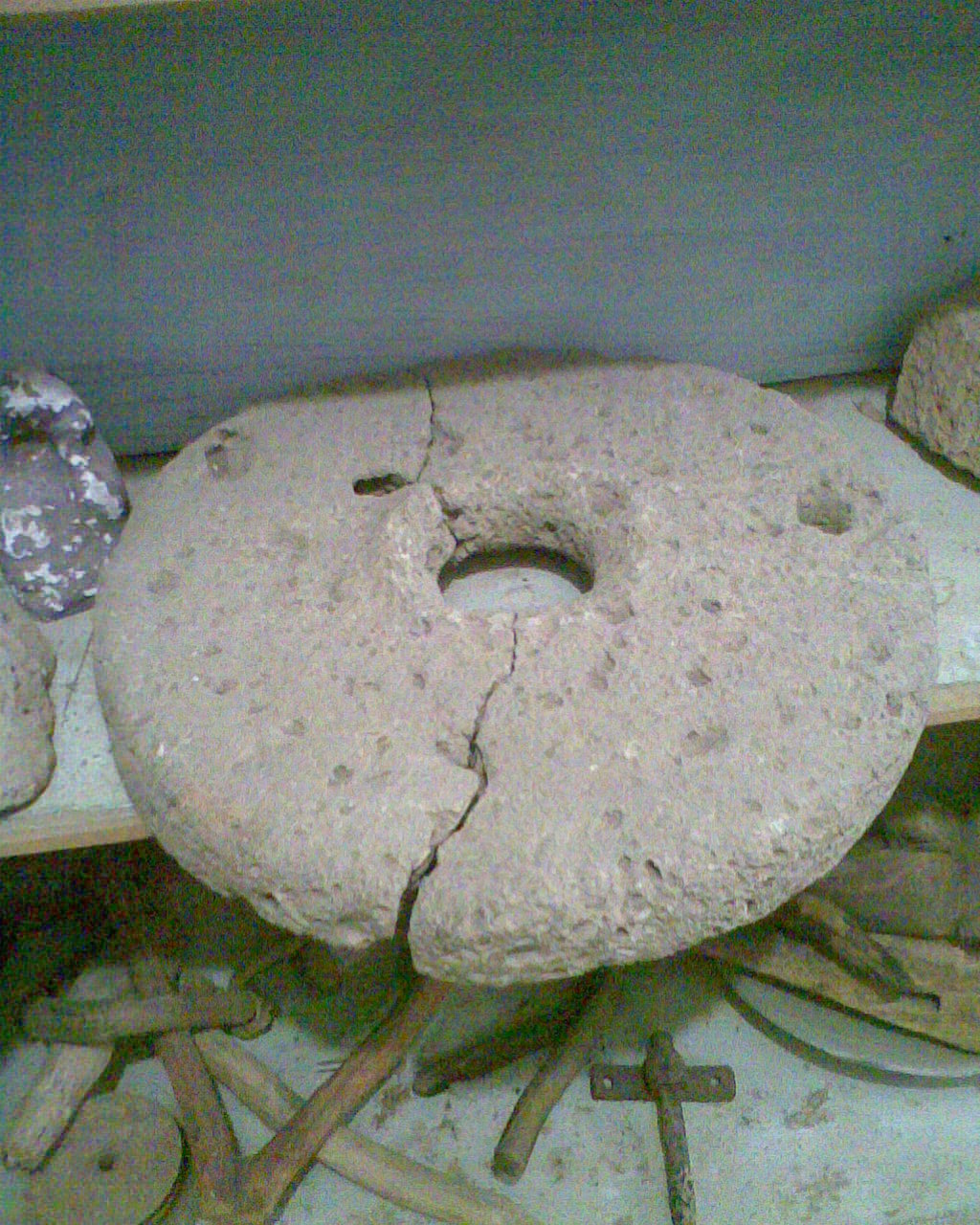
رحى في مصر

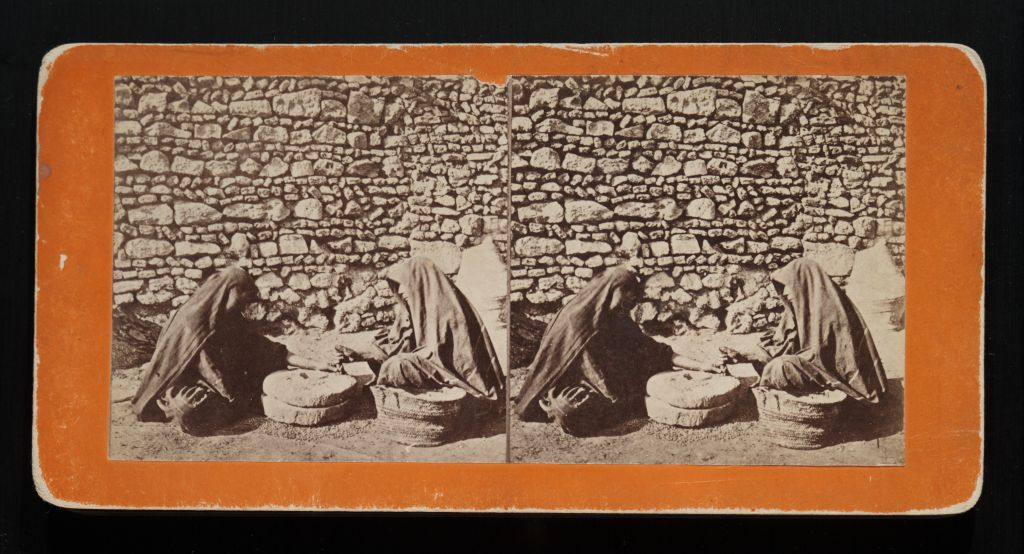
امرأتان تستخدمان الرحى

الرحى حجر يستخدم في طاحونة لطحن الحبوب ويعمل يدوياً أو بقوة الدواب أو بقوة الرياح أو التيار المائي. ومنها الرحى الحجرية الدائرية وهي عبارة عن حجارتيين يشكلان دائرة ومفترقتين من الوسط ويتم وضعه الأولى على الثانية بشكل متوازي ويتم إنزال المادة المراد طحنها من ثقب صغير وسطهما ويتم تحريك باليد حتى تطحن المادة، وهي آلة لا زالت مستعملة في بعض المناطق المغربية.
وهي أداة يومية الاستخدام، وليست موسمية كما يتبادر لأذهان البعض، في الماضي كانت متواجدة في كل بيت، ولم تكن جداتنا وأمهاتنا يستطعن الاستغناء عنها، لكن مع التطور والحداثة لم يبق منها سوى ما ندر في بعض القرى وكأنها ذكرى طواها الماضي.
لا تستطيع امرأة واحدة تحريك الرحى الكبيرة «التارشة» بمفردها، نظراً لثقلها. ولكن عادة ما تتعاون عليها امرأتان في طحن الحبوب، ونظراً لجلوس المرأة فترة طويلة مع هذه الأداة قد توطدت علاقة قوية بين المرأة والرحى، تحكي لها ما بها من أحاسيس وشجون.

## استعمالاتها

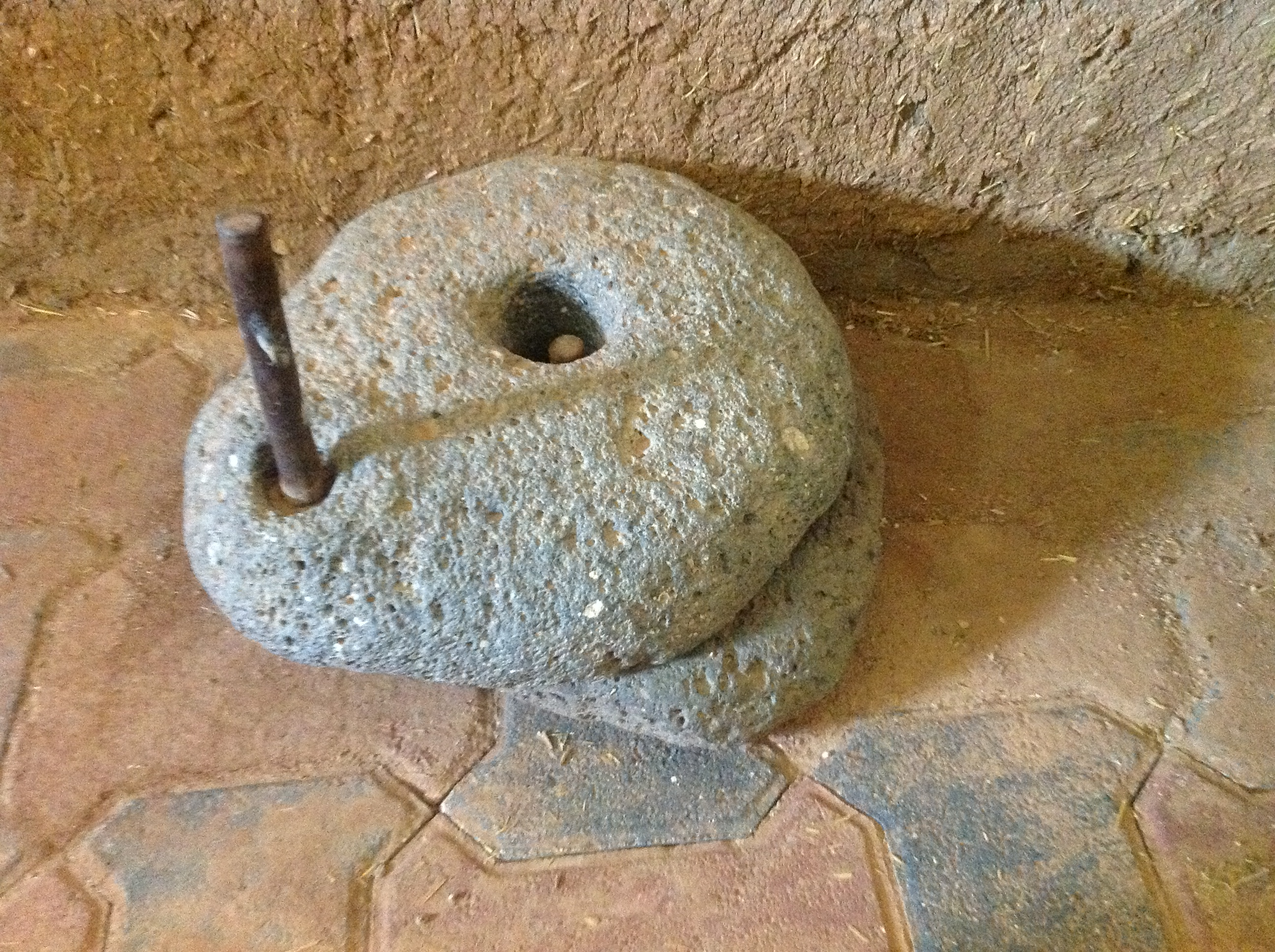
رحى طحن حبوب تدار يدوياً

تعتبر الرحى من الأدوات التي تستعملها المرأة منذ الصباح الباكر، فهي آلة بدائية من الحجر الخشن الثقيل، تُستعمل لجرش الحبوب وطحنها، وهي عبارة عن حجرين مستديرين يُركبُ أحدهما فوق الآخر، ويكون السفليّ منهما ثابتاً، بينما يتحرّك الحجر العلويّ حول محور خشبيّ أو معدنيّ، يسمى قطب الرَّحى، تكون قاعدته مثبّتة في أسفل الحجر السفليّ، وعندما تدور حجر الرحى فإنها تمر فوق حبات القمح أو الشعير التي توضع من فتحة دائرية صغيرة في وسط الحجر العلوي، فتتكسر تلك الحبات شيئاً فشيئاً، كلما دار عليها حجر الرَّحَى حتى تصبح دقيقاً ناعما صالحا لصناعة الخبز وكافة الأغراض

## أمثلة
- رحى الغيشة

## معرض الصور

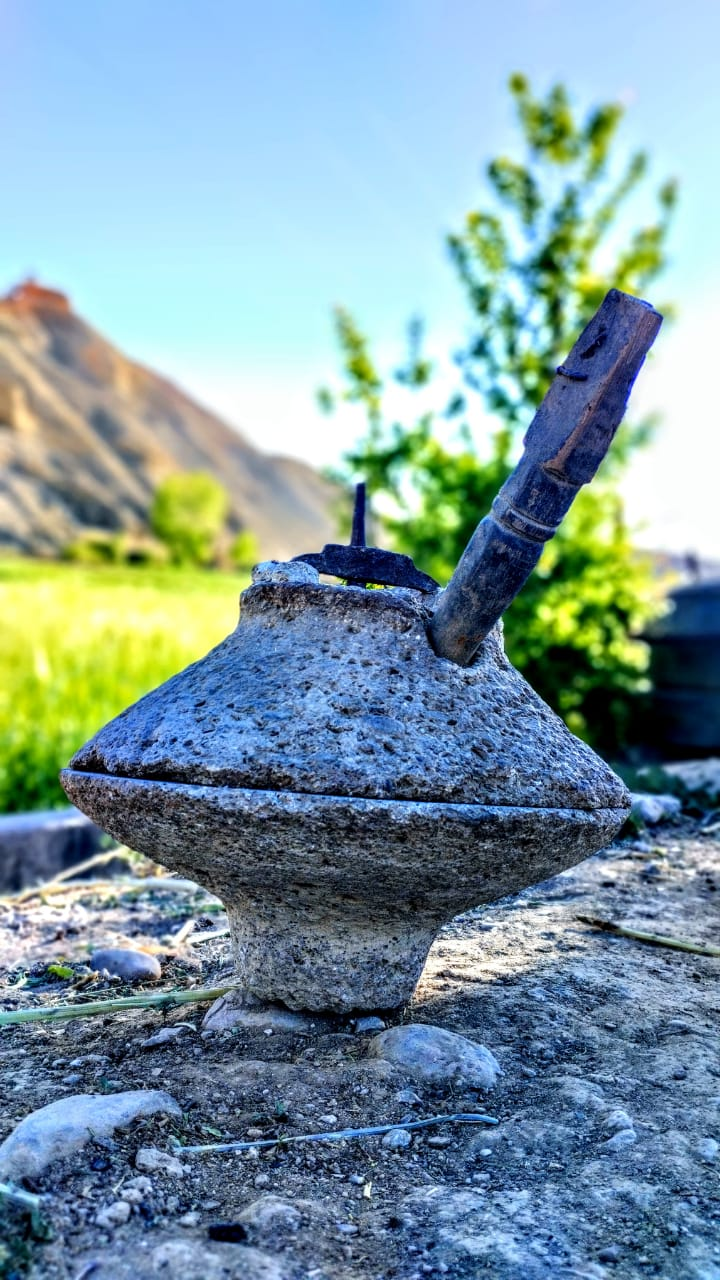
رحى يدوي من الحجارة بالأطلس المتوسط الشرقي بالمغرب